# مصرف العرفة الإسلامي المحدود
مصرف العرفة الإسلامي المحدود  (بالبنغالية: আল-আরাফাহ ইসলামী ব্যাংক লিমিটেড) هو بنك إسلامي في بنغلاديش .

## روابط خارجية
- الموقع الرسمي[وصلة مكسورة]